# Nemes Lajos (helytörténész)
Nemes Lajos (Tiszaigar, 1950. január 15. –) helytörténész, a Heves Megyei Levéltár nyugalmazott igazgatója. Rendszeresen tart ismeretterjesztő előadásokat különböző helytörténeti jellegű témákban.

## Életpályája
Általános- és középiskolai tanulmányait Tiszafüreden végezte 1956-1968 között. Az 1968/69-es tanévben Tiszaigaron tanított képesítés nélküli nevelőként. 1969 és 1973 között az Egri Tanárképző Főiskolán végezte a történelem-orosz szakot, ahol 1973-ban diplomát is szerzett. Szakdolgozata a tantárgytesztek gyakorlati alkalmazásáról szólt az általános iskolai történelem tanításban. 1973. február 1-jétől a Heves Megyei Levéltárban különböző beosztásokban dolgozott, utoljára igazgatóként. 1973-1976 között elvégezte a Kossuth Lajos Tudományegyetem Bölcsészettudományi Karán a történelem szakot.
1985-ben szerzett bölcsészdoktori címet.

## Kutatási területei
- Eger város gazdasága és társadalma 1687-1848 (különös tekintettel a szőlőtermelésre és a kézművesiparra)
- Eger város önkormányzata 1687-1848 (felépítése, változása, bíráskodása, közigazgatási ténykedése, gazdálkodása stb.)
- Heves és Külső-Szolnok vármegye benépesedése a török hódoltság megszűntétől a XVIII. század végéig. Spontán migráció a XVIII. század elejéig, majd, szervezett telepítés a Felvidékről és a német nyelvterületről.
- Heves és Külső-Szolnok vármegye etnikai viszonyainak változása a XVI-XVIII. században (magyar, német, szlovák, szerb, horvát, görög, zsidó, cigány stb.,)
- Heves és Külső-Szolnok vármegye mezővárosai a XVII-XVIII. században[4]

## Tanulmányútjai és ottani kutatásai
1. Moszkva és Leningrád (Szovjetunió) 1981. szeptember 15-28.
Kutatási témák:
- Az 1848-49-es forradalom és szabadságharc orosz forrásai
- Orosz-magyar kereskedelmi kapcsolatok a XVIII. században
2. Kismarton-Eisenstadt (Ausztria) 1987. október -november

3. Kismarton-Eisenstadt (Ausztria) 1990. augusztus-szeptember

4. Kismarton-Eisenstadt (Ausztria) 1993. augusztus-szeptember

5. Kismarton-Eisenstadt (Ausztria) 2001. augusztus-szeptember
Kutatási téma:
-A Batthyány család gazdasági levéltára a XVIII-XIX. században

## Publikációi

### Önálló szerzőként
- Eger város önkormányzata, 1687-1848. szerk. Bán Péter. Eger, Heves M. Lvt., 2001 (Tanulmányok Heves megye történetéből, 16.)
- Heves megye községeinek iratai, 1808-1944 (-1978) : V. [fondfőcsoport] : repertórium és raktári jegyzék. szerk. Bán Péter. Eger, Heves M. Lvt., 2004. (Heves Megyei Levéltár segédletei, 11.)

### Közös szerzőként
- Magyar történelmi fogalomgyűjtemény. szerk. Bán Péter. Eger, Heves M. Lvt., 1980. 1-2. köt.
- Gyöngyös város becsületes tanácsa elhatározta… : 1659-1848 : válogatás két évszázad városi határozataiból. szerk. Kovács Béla. Eger, Heves M. Lvt., 1984
- Magyar történelmi fogalomtár. szerk. Bán Péter. Budapest, Gondolat, 1989. 1-2. köt.
- Adatok Szolnok megye történetéből. (a 2. kötet) szerk.biz. vezetője Botka János. Szolnok, Szolnok M. Lvt., 1989. 2. köt.
- Egri borok könyve. szerk. Csizmadia László ; felvételeket kész. Szelényi Károly. [Budapest], M. Képek : F. Szelényi Ház, cop. 1997
- Egri borok könyve. szerk. Csizmadia László. 3. kiad. [Budapest], Kossuth : M. Képek, cop. 2000
- Fejezetek Zaránk község történetéből. szerk. Palotás Sándor. Zaránk, Zaránk Községért Közalapítvány, 2000
- AN: Zaránk története kezdetektől 1848-ig. .p. 17-45.
- Heves vármegye iratai, 1304-1944 (1963) : IV. [fondfőcsoport] : repertórium és raktári jegyzék. készítette Nemes Lajos, P. Kovács Melinda. szerk. Bán Péter. Eger, Heves M. Lvt., 2000. (A Heves Megyei Levéltár segédletei, 5.)
- Heves megye iratai, 1930- 1944-1950 -1955 : XXI. [fondfőcsoport] : Repertórium. készítette Nemes Lajos, Szaniszló Ferenc. szerk. Bán Péter. Eger, Heves M. Lvt., 2001 (A Heves Megyei Levéltár segédletei, 6.)
- Carolfalve = Karlsdorf = Károlyfalva. alkotó-szerk. Hauser Zoltán. Károlyfalva, Károlyfalvai Német Kisebbségi Önkormányzat, 2001

### Önálló tanulmányai
- Archivum 1974 : a Heves Megyei Levéltár közleményei. szerk. Kovács Béla. 1974. 3. sz. Eger, Heves M. Lvt., 1974
- in: Az egri szőlőmunkások napszámbére a XVIII. század első felében. p. 73-82.
- Archivum 1975 : a Heves Megyei Levéltár közleményei. szerk. Kovács Béla. 1975. 4. sz. Eger, Heves M. Lvt., 1975
- in: Eger város XVIII. századi kézművesiparának fejlődése a statisztikai adatok tükrében. p. 71-95.
- Archivum 1975 : a Heves Megyei Levéltár közleményei. szerk. Kovács Béla. 1975. 5. sz. Eger, Heves M. Lvt., 1975
- AN: Eger város állatösszeírásai, 1695-1850. p. 40-50.
- Zounuk 1986. : a Szolnok Megyei Levéltár évkönyve 1. szerk. Botka János. 1986. 1. sz. Szolnok, Damjanich János Múz., 1986
- AN: Adatok Tiszafüred gazdasági és társadalmi életéhez, 1687-1774. p. 53-68.
- Az egri múzeum évkönyve 23 = Annales Musei Agriensis 23 : az egri Dobó István Vármúzeum évkönyve 23. szerk. Bodó Sándor, Petercsák Tivadar. Eger, Dobó István Vármúz., 1987
- AN: Eger város „hegyrendészete” a XVIII. században = Die juristische Verwaltung der Bebauung der Weinberge von Eger im 18. Jahrhundert. p. 507-523.
- A Heves Megyei Levéltárban őrzött kataszteri iratok rendezése.
- in: Levéltári Szemle. 41. évf. 3. sz. 1991. p. 43-52.
- Archivum 1993. különszám : supplementum : ad honorem Béla Kovács dedicatum : a Heves Megyei Levéltár közleményei. szerk. Bán Péter, Á. Varga László. 1993. különszám. Eger, Heves M. Lvt., 1993
- AN: A Batthyányak nagyszarvai uradalmának 1844. évi inventáriuma és értékbecslése. p. 175-188.
- Archivum 1994 : a Heves Megyei Levéltár közleményei. szerk. Bán Péter, Csiffáry Gergely. 1994. 13. sz. Eger, Heves M. Lvt., 1994

AN: Heves megye XVIII. századi nemzetiségi viszonyainak vázlata. p. 69-102.
- 15 éves az egri Hunyadi Mátyás Általános Iskola, 1981-1996. szerk. Szívósné Baghy Ágnes. Eger, Hunyadi M. Ált. I., 1996

AN: Általános iskolák a Lajosvárosban. p. 7-8.
- Szlovákok Heves megyében : a Kisnánán 1995 szeptember 27-én megtartott tájkonferencia anyaga. szerk. Cs. Schwalm Edit. Eger, Heves M. Múz. Szerv., 1996. (Néprajzi Tájkonferenciák Heves megyében, 11.)

AN: Szlovákok XVII-XVIII. századi Heves megyei betelepítésének vázlata. p. 7-16.
- Archivum 1996 : a Heves Megyei Levéltár közleményei. szerk. Bán Péter, Csiffáry Gergely. 1996. 14. sz. Eger, Heves M. Lvt., 1996

AN: Eger lakosainak határhasználata 1687-től a XVIII. század végéig. p. 75-114.
- Archivum 1998 : a Heves Megyei Levéltár közleményei. szerk. Bán Péter, Csiffáry Gergely]. 1996. 15. sz .Eger, Molnár és Társa ”2001” Nyomda és K., 1998
- AN: Eger város népessége és társadalma a XVIII. század végén. p. 131-156.
- Egri Történelmi Évkönyv 2. szerk. Misóczki Lajos. 2000./2. Eger, Historia Nostrae Alapítvány : Eszterházy Károly Főiskola, 2000

AN: Eger város 1748. és 1760. évi hegyrendészeti szabályzatai. p. 103-128.
- Historia est... : írások Kovács Béla köszöntésére. szerk. Csiffáry Gergely. Eger, Heves M. Lvt., 2002
- AN: Adalékok az egri fertálymesterség történetéhez. p. 341-358.
- Az Eszterházy Károly Főiskola Tudományos Közleményei : Tanulmányok a történelemtudomány köréből = Acta Academiae Paedagogicae Agriensis. Sectio Historiae. szerk. Gebei Sándor Új sor. 27. Eger, Eszterházy K. Főiskola, 2002
- AN: Kossuth iratok a Heves Megyei Levéltárban. p. 187-200.
- Archivum 2004 : a Heves Megyei Levéltár közleményei. szerk. Csiffáry Gergely. 16. sz. Eger, Heves M. Lvt., 2004

AN: Horváth Mihály egri tanácsnok és neje Rákos Erzsébet 1781. évi végrendelete és hagyatéka. p. 195-214.
- Archivum [2005]: a Heves Megyei Levéltár közleményei. szerk. Csiffáry Gergely. 17. sz. Eger, Heves M. Lvt., 2005

AN: Eger város az 1839-1843. évi gazdasági pénztári számadások tükrében. p. 129-178.
- Az egri múzeum évkönyve 43 = Anales Musei Agriensis 43 : az egri Dobó István Vármúzeum évkönyve 43. szerk. Veres Gábor. Eger, Dobó István Vármúz., 2007 (Agria, XLIII.)

AN: Doma István és leánya Doma Erzsébet közötti örökösödési per, 1737-1746. p. 615-630.
- Glazer Ignác Heves- és Külső-Szolnok vármegyei, Eger városi orvos hagyatéki iratai. In: Acta Academiae Paedagogicae Agriensis Nova Series Tom. XXXIII. Sectio Historiae Eger. 2006. A hon ismerete. Tanulmánykötet a 70 éves Misóczki Lajos tiszteletére

### Cikkei
- Az egri bor. Szőlészet és borászat az egri bástyákon: Az egri szőlőtermesztés: Vörös és fehér Eger szőlővesszei.

in: Rubicon. 18. évf. 6-7. sz. 2007. p. 88-91.
- Az egri szőlőtermesztés[5]